# Tedania vulcani
Tedania vulcani är en svampdjursart som beskrevs av Lendenfeld 1897. Tedania vulcani ingår i släktet Tedania och familjen Tedaniidae.
Artens utbredningsområde är Indiska oceanen. Inga underarter finns listade i Catalogue of Life.